# Combat de Londerzeel
Guerre des Paysans
Batailles
- Saint-Nicolas
- 1er Boom
- Merchtem
- Zele
- Malines
- 2e Boom
- Hooglede
- Moorslede
- Zonnebeke
- 1er Diest
- 1er Louvain
- Alost
- Turnhout
- Enghien-Hal
- Hérinnes
- Audenarde
- Leuze
- 2e Louvain
- Ingelmunster
- Duffel
- Herentals
- Arzfeld
- Clervaux
- Amblève
- Stavelot
- Pollare
- Londerzeel
- Kapelle-op-den-Bos
- Bornem
- Meerhout
- 2e Diest
- 3e Diest
- Mol
- Jodoigne
- Marilles
- Beauvechain
- Hélécine
- Kapellen
- Meylem
- Hasselt

Le combat de Londerzeel se déroule pendant la guerre des Paysans.

## Déroulement
Bien que le 24 octobre, une expédition était parvenue à y capturer 40 insurgés et cinq ou six drapeaux, Londerzeel restait aux mains des rebelles depuis le début de l'insurrection. Le général Colaud prévoir alors de prendre la localité avant de poursuivre plus au nord dans la Campine. Le 29 octobre, venus de Willebroek, 200 paysans commandés par Rollier réoccupent Londerzeel et se portent jusqu'à Merchtem. Les Républicains réagissent et, dans la nuit du 2 au 3 novembre, une colonne de soldats français quitte Bruxelles et se porte à la rencontre des rebelles. Après être passés par Asse, ils attaquent et surprennent un groupe d'insurgés à Londerzeel. Une centaine de ces derniers sont tués selon les bulletins français, cependant les Français ne se maintiennent pas dans la commune et la colonne rétrograde sur Bruxelles estimant sa force insuffisante pour tenir le pays.